# Chouette dryade
Strix hylophila
Espèce
Statut de conservation UICN

 NT  : Quasi menacé
Statut CITES
La Chouette dryade (Strix hylophila) est une espèce d'oiseaux de la famille des Strigidae.

## Répartition
Cet oiseau peuple le sud-est du Brésil, l'est du Paraguay et la selva misionera.